# Achelous (geslacht)
Achelous is een geslacht van kreeftachtigen uit de klasse van de Malacostraca (hogere kreeftachtigen).

## Soorten
- Achelous angustus (Rathbun, 1898)
- Achelous asper (A. Milne-Edwards, 1861)
- Achelous binoculus (Holthuis, 1969)
- Achelous brevimanus Faxon, 1895
- Achelous depressifrons (Stimpson, 1859)
- Achelous floridanus (Rathbun, 1930)
- Achelous gibbesii (Stimpson, 1859)
- Achelous granulatus
- Achelous guaymasensis (Garth & Stephenson, 1966)
- Achelous iridescens (Rathbun, 1894)
- Achelous isolamargaritensis (Türkay, 1968)
- Achelous ordwayi Stimpson, 1860
- Achelous rufiremus (Holthuis, 1959)
- Achelous sebae (H. Milne Edwards, 1834)
- Achelous spinicarpus Stimpson, 1871
- Achelous spinimanus (Latreille, 1819)
- Achelous stanfordi (Rathbun, 1902)
- Achelous tuberculatus Stimpson, 1860
- Achelous tumidulus Stimpson, 1871